# UGCG
UGCG (англ. UDP-glucose ceramide glucosyltransferase) – білок, який кодується однойменним геном, розташованим у людей на короткому плечі 9-ї хромосоми. Довжина поліпептидного ланцюга білка становить 394 амінокислот, а молекулярна маса — 44 854.
| 10         |  | 20         |  | 30         |  | 40         |  | 50         |
| ---------- |  | ---------- |  | ---------- |  | ---------- |  | ---------- |
| MALLDLALEG |  | MAVFGFVLFL |  | VLWLMHFMAI |  | IYTRLHLNKK |  | ATDKQPYSKL |
| PGVSLLKPLK |  | GVDPNLINNL |  | ETFFELDYPK |  | YEVLLCVQDH |  | DDPAIDVCKK |
| LLGKYPNVDA |  | RLFIGGKKVG |  | INPKINNLMP |  | GYEVAKYDLI |  | WICDSGIRVI |
| PDTLTDMVNQ |  | MTEKVGLVHG |  | LPYVADRQGF |  | AATLEQVYFG |  | TSHPRYYISA |
| NVTGFKCVTG |  | MSCLMRKDVL |  | DQAGGLIAFA |  | QYIAEDYFMA |  | KAIADRGWRF |
| AMSTQVAMQN |  | SGSYSISQFQ |  | SRMIRWTKLR |  | INMLPATIIC |  | EPISECFVAS |
| LIIGWAAHHV |  | FRWDIMVFFM |  | CHCLAWFIFD |  | YIQLRGVQGG |  | TLCFSKLDYA |
| VAWFIRESMT |  | IYIFLSALWD |  | PTISWRTGRY |  | RLRCGGTAEE |  | ILDV       |

A: Аланін

C: Цистеїн

D: Аспарагінова кислота

E: Глутамінова кислота

F: Фенілаланін

G: Гліцин

H: Гістидин

I: Ізолейцин

K: Лізин

L: Лейцин

M: Метіонін

N: Аспарагін

P: Пролін

Q: Глутамін

R: Аргінін

S: Серин

T: Треонін

V: Валін

W: Триптофан

Кодований геном білок за функціями належить до трансфераз, глікозилтрансфераз. 
Задіяний у таких біологічних процесах, як метаболізм ліпідів, біосинтез ліпідів, ацетилювання. 
Локалізований у мембрані, апараті гольджі.